# Modifierade Rankinskalan
Den modifierade Rankinskalan (mRS) är den vanligaste skalan för att mäta graden av funktionsbortfall efter en stroke. Skalan introducerades först i en artikel av doktor John Rankin på Stobhill Hospital i Glasgow år 1957. Under slutet av 1980-talet modifierades den av en grupp på Western General Hospital i Edinburgh inför en större brittisk studie, UK-TIA studien.

## Bakgrund
Skalan beskrevs första gången 1957 av John Rankin i en 16 sidor lång artikel som beskrev utfallet för 252 patienter som drabbats av stroke eller annan cerebrovaskulär sjukdom. Huvudsyftet med artikeln var att beskriva prognosen och egentligen inte att utveckla en skala, men på sidan 210 i artikeln beskriver Rankin en skala som han tog fram för bedömningarna i artikeln och som därefter har fått bära hans namn. Graderingen gjordes på 192 patienter, 95 män och 97 kvinnor. Flera viktiga saker framgår inte i artikeln, till exempel vem som gjorde bedömningen av  patienten (om det var Rankin själv, eller någon annan), hur lång tid som förflutit efter stroken eller om det förekommit några träningar innan bedömningen gjordes.

### Ursprungliga Rankin-skalan[2]
| Gradering | Beskrivning |
| --------- | --- |
| I         | Ingen signifikant funktionsnedsättning, klarar av att utföra alla vanliga aktiviteter                                |
| II        | Lindrig funktionsnedsättning. Klarar inte vissa tidigare aktiviteter men självständig avseende ADL                   |
| III       | Måttlig funktionsnedsättning. Behöver viss hjälp, men klarar att gå utan hjälp av någon annan person                 |
| IV        | Ganska svår funktionsnedsättning. Kan inte gå utan hjälp av någon annan person och oförmögen att ta hand om egen ADL |
| V         | Svår funktionsnedsättning. Sängbunden, inkontinent och kräver ständig omvårdnad.                                     |

### Oxford Handicap Scale (OHS)[3]
Rankinskalan modifierades flera år senare av en grupp ledd av professor Charles Warlow i Edinburgh. Ofta går den modifieringen under namnet The Oxford Handicap Scale (OHC) och den skalan användes i Storbritannien i slutet på 1980-talet när man studerade effekten av acetylsalicylsyra i UK-TIA-studien.
| Gradering | Beskrivning |
| --------- | --- |
| 0         | Inga symtom. |
| 1         | Mindre symtom som inte påverkar livsföringen.                                                                                               |
| 2         | Lindrigt handikapp. Symtom som leder till viss inskränkning av livsföringen men som inte påverkar patientens förmåga att vara självständig. |
| 3         | Måttligt handikapp. Symtom som påtagligt begränsar livsföringen och som förhindrar ett självständigt liv.                                   |
| 4         | Ganska svårt handikapp. Symtom som tydligt hindrar en självständig livsföring men som inte kräver ständig tillsyn.                          |
| 5         | Svårt handikapp. Helt beroende patient som kräver ständig tillsyn under dygnets alla timmar.                                                |

Oxford Handicap Scale fick kritik av läkaren och forskaren Ralph F. Bloch på McMaster University i Kanada eftersom de använde ordet handikapp, när de egentligen beskrev en funktionsnedsättning. van Swieten och medarbetare, som senare gjorde den modifierade skalan, höll med och ändrade bland annat ordvalet. Warlows och medarbetare svarade också på kritiken och menade att de med sin skala avsett att mäta just handikapp.

### Den modifierade Rankinskalan (mRS)
Den första beskrivningen av den modifierade Rankins-skalan (mRS) som den används idag (2017) gjordes av van Swieten och medarbetare 1989. van Swieten gjorde tre modifieringar av originalskalan.
- Införde och definierade en grad 0 som inga symtom alls.
- Definierade grad 1 som ”No significant disability: able to carry out all usual duties”.
- Definierade grad 2 som ”Slight disability: unable to carry out some of previous activities…”.

Utöver detta innehöll artikeln den först publicerade undersökningen av samstämmighet mellan olika bedömare av mRS.
| Gradering | Beskrivning |
| --------- | --- |
| 0         | Inga symtom alls. |
| 1         | Inget signifikant funktionshinder trots symtom: Klarar alla vanliga aktiviteter, trots vissa symptom.                                        |
| 2         | Lätt funktionshinder: Klarar inte att utföra alla rutinaktiviteter, men klarar att sköta sina egna angelägenheter utan hjälp av någon annan. |
| 3         | Måttligt funktionshinder: Visst hjälpbehov av anna person, men klarar att gå utan hjälp.                                                     |
| 4         | Måttligt till svårt funktionshinder: Klarar inte att gå utan hjälp och klarar inte att sköta sina egna kroppsliga behov utan hjälp.          |
| 5         | Svårt funktionshinder: Sängbunden, inkontinent och behöver ständig omvårdnad och tillsyn.                                                    |

Ofta brukar mRS innehålla ytterligare en gradering för död, mRS = 6.

## Svagheter med mRS
De beskrivningar som ges för de olika graderna av mRS är breda och öppna för subjektiv tolkning. Det enda specifika kriteriet som nämns är gång, men även för detta kriterium anges inte om det är tillåtet att använde ett hjälpmedel. Det finns en risk att olika bedömare utvecklar egna personligt präglade definitioner för de olika skalstegen eller tillämpar skalan på ett mer impressionistisk sätt. Avvikelser är särskilt slående för Rankin betyg 2, 3 och 4, och det har föreslagits att intervju bör använda en checklista av aktiviteter i det dagliga livet (ADL).
Ytterligare en svaghet med mRS är att olika individer kan gradera samma patient olika, så kallad interobservationell variabilitet. Detta leder i sin förlängning till att forskningsstudier försvagas och den statistiska styrkan minskar.
Skalan kan inte per automatik uppfattas som ett mått på hur stor en stroke är. Till exempel kan en liten stroke ge kognitiva besvär som omöjliggör att en tidigare yrkesförare inte kan utöva sitt yrke och bli sjukskriven (alltså minst mRS = 2). Hos en annan individ, som tidigare var inaktiv och saknade körkort och arbete, kan samma skada klassas som mRS = 1.
mRS är ett brett sammanfattande mått på funktionsnedsättning efter stroke. Den avser att sammanfatta aktivitet och delaktighet, men den saknar specificitet. Områden som kognition, språk, syn, emotionell försämring och smärta mäts inte direkt.

## Förbättring av mRS-bedömningar
Samstämmigheten kan ökas genom att använda ett strukturerat formulär vid intervjun eller genom att låta deltagarna genomgå speciell online-träning. Träningen är utvecklad av Kennedy Lees grupp vid Universitet i Glasgow och finns tillgänglig för en avgift via internet..  
Under senare år har ytterligare instrument utvecklats för att möjliggöra säkrare bedömning av mRS, bland annat mRS-SI, den Fokuserade Rankinbedömning (RFA), det förenklade mRS-formuläret (smRSq),  och mRS-9Q. mRS-9Q finns tillgänglig via den publika domänen.

### Den strukturerade intervjun av mRS (mRS-SI)
Wilson och medarbetare kunde 2002 visa att en strukturerad intervju av mRS (mRS-SI) ökade samstämmigheten mellan bedömare. mRS-SI skiljer sig från den konventionella intervjun vid mRS-skattning genom att definiera specifika frågor till varje grad och den består av fem delar: (1) konstant vård, (2) basal ADL, (3) instrumentell ADL, (4) begränsningar i att delta i vanliga sociala roller och (5) en checklista av vanliga strokesymptom. Skalan har mycket god samstämmighet mellan olika bedömare (vägt kappavärde = 0,93) och tar cirka 15 minuter att genomföra. För varje skalsteg införde de vissa nyckelfrågor, se tabell nedan: 
| Gradering | Fråga/Frågor |
| --------- | --- |
| 5         | Behöver personen ständig vård? |
| 4         | Är hjälp viktigt för att äta, använder toaletten, daglig hygien eller gång? |
| 3         | Är hjälp viktigt för att förbereda en enkel måltid, göra hushållssysslor, klara ekonomin, handla eller resa lokalt? |
| 2         | Har det skett en förändring i personens förmåga att arbeta eller ta hand om andra personer (om det var roller innan stroken)? Har det skett en förändring i personens förmåga att delta i tidigare sociala och fritidsaktiviteter ? Har personen haft problem med relationer eller blivit isolerad?                |
| 1         | Har personen har svårt att läsa eller skriva, talsvårigheter eller hitta rätt ord, problem med balans eller koordination, synstörningar, domningar (ansikte, armar, ben, händer, fötter), nedsatt motorik (ansikte, armar, ben, händer , fot), svårigheter att svälja, eller andra symtom som en följd av stroken? |

### Fokuserad Rankinbedömning
Ytterligare ett sätt att förbättra mRS är den fokuserade Rankinbedömning. Den fokuserade Rankinbedömningen (RFA) utvecklades av en grupp bestående av läkare, sjuksköterskor och studiemonitorer i samband med FAST-MAG-studien. Gruppen var en samling av experter och nybörjare och de använde sig av tidigare bedömningsinstrument, såsom mRS-SI samt de träningsprogram som tagit fram i Glasgow. Instrumentet testades i en pilotfas och upprepade förbättringar infördes. Det slutliga instrumentet testades i en studie bestående av 50 patienter.
Den fokuserade Rankinbedömningen består av en femsidig instruktion och en fyra sidor långt intervjuformulär. Den har mycket god samstämmighet mellan bedömare (vägt kappavärde = 0,99) och den kan utföras på mellan 3 och 5 minuter.

#### Förenklad mRS-frågeformulär (smRSq)
Den förenklade mRS-frågeformuläret (smRSq) utvecklades av Bruno och medarbetare och publicerades 2010. Syftet med smRSq var att förenkla, standardisera och öka samstämmigheten av mRS. Genom att skapa fem relativt enkla nyckelfrågor där det är möjligt att svara ja eller nej, har man skapat en algoritm för att gradera patienter till mRS = 0 till 5. Samstämmigheten av smRSq var mycket hög (vägt kappa-värde 0,82) och den gick fort att utgöra, medelvärdet var endast 1,67 minuter.
En svaghet med den första versionen av smRSq var att det var svårt att särskilja mRS 3 till 5. Därför gjorde man två förändringar. Man preciserade gångförmågan genom att fråga om patienten kunde gå från ett rum till ett annat (för att skilja mellan grad 3 och grad 4-5), samt man frågade om patienten kunde sitta upp i sängen utan hjälp av någon annan (för att skilja mellan grad 4 och 5).
Den reviderade formen av smRSq undersöktes vid återbesök och telefonsamtal. Samstämmigheten av den reviderade var marginellt bättre än den ursprungliga versionen (vägt kappa-värde: 0,87). Författarna sammanfattar resultatet av sin studie med att smRSq går att utföra via telefon, den är användbar för olika kunskapsnivåer av prövare och tar endast 1,5 minuter att genomföra.